# 新宿野村ビルディング
新宿野村ビルディング（しんじゅくのむらビルディング）は、東京都新宿区西新宿一丁目の新宿新都心の一角にある超高層ビル。野村不動産ホールディングス及び野村不動産の本社ビルである。新宿野村ビル、または単に野村ビルと呼ばれる。

## 概要
1969年、野村不動産は超高層ビルの建設を目指し、東京都の淀橋浄水場跡地の入札に参加したが、入札は逸した。しかしながら、11号地－2（9.298㎡）を所有する熊谷組と交渉の末、同地を1972年12月に取得。翌年1月に「新宿野村ビル建設委員会」を設置して、建設部を中心に全社的な動員態勢を整えた。
建設計画を策定するにあたって、野村不動産は都市計画の先駆者である高山英華を顧問として迎え、安井建築設計事務所、熊谷組の技術陣を交えるなど英知を結集した。その後当ビルは着工するが、途中、石油危機に見舞われ、1975年に建設を再開するなど曲折を経て、1978年6月1日に竣工。当初計画から9年の歳月を経て完工に至った。
白を基調に青緑色のガラスが特徴のビルで、隣接して損保ジャパン本社ビルがある。新宿駅から都庁方面へ地下道を通り、新宿センタービルとの連絡通路を経由すると、少し遠回りになるが雨の日でも濡れずにアクセスできる。
当ビル内には多くの企業がテナントとして入り、地下（B1・B2）と上層階（49F・50F）には飲食店やコンビニなども所在するほか、50Fには展望ロビーもある。ビルの前の広場では、休日にフリーマーケットなどのイベントが行われることもある。

### リニューアル
1993年1月から1996年1月にかけ、オフィスビル需要の低迷や急激なOA化の進展に伴い、当ビルも空室が増加してきたため、野村不動産は3期に分けてリニューアル工事を実施した。これによって、当ビルは新しいオフィスビルへとリフレッシュした。
2006年5月に地下1階商業フロアの大規模リニューアルの1期工事が完了。次いで2009年4月30日に青梅街道からの動線を広げるとともに、店舗の多い地下2階へのアクセスが直接可能になるよう、階段とエスカレーターを南と北の2か所に新設したほか、テラス席などを新設した2期工事が完了した。このほか、2011年5月16日に西新宿駅からの地下連絡通路（タイムズアベニューの一部に該当）が開通している。
2016年9月、前年1月から進めてきた野村不動産と竹中工務店が開発した制震装置「デュアルTMD-NT」の当ビルへの設置工事が完了した。「デュアルTMD-NT」は、今後起こる可能性が指摘されている南海トラフ地震と同等レベルの長周期地震動による揺れを約20%～25%低減、揺れ時間を約50%短縮することができるとしている。
2020年10月に貸会議室である野村コンファレンスプラザを、それまで48階にあったものから、エスカレーターでエントランスフロアと直結している2階に移設し、リニューアルオープンした。3つの大会議室同士の映像音声同時中継が可能であり最大約400人の会議が可能としている。また、2021年5月には、インターネット高速回線を複数用意し、ウェビナー向け利用も強化している。

## エレベーター
エレベーターにはオフィス用24基（4基×6バンク）、非常用2基、駐車場用2基がある。オフィス12階までの4基と非常用1基が東芝製、オフィス19階までの4基と非常用もう1基、駐車場用はおろかB2⇄B3階直行用がオーチス製、オフィス26階・33階までが三菱製、オフィス41階までとスカイレストラン49・50階行が日立製である。4階・12階・19階・26階・33階・41階に乗継階がある。2012年度から順次、エレベーターのリニューアル工事を実施している。そして2017年10月11日までに完了した。
- 1バンク（東芝製）

1階 - 12階
- 2バンク（オーチス製）

1階・4階・12階 - 19階
- 3バンク（下記の4バンクも三菱電機製）

1階・4階・19階 - 26階
- 4バンク

1階・4階・26階 - 33階
- 5バンク（下記の6バンクも日立製）

1階・4階・33階 - 41階
- 6バンク

1階・4階・41階 - 50階
- 非常用（北側が東芝製、南側がオーチス製）

地下5階 - 50階
- 駐車場用（北と南両側ともオーチス製、下記のB2⇄B3階直行バンクもオーチス製）

地下5階 - 1階
- B2⇄B3階直行用

地下2階 - 地下3階

## 主なテナント
地下1階と地下2階には約25店の飲食店・店舗等がある。
4階は社員専用カフェテリア、5階はクリニック、49階と50階はレストラン街となっているほか、後者には無料の展望ロビーがある。
主なオフィス
- 野村不動産 - 日本橋から1978年6月に当ビルへ本社を移転[1]。
- 野村不動産ソリューションズ
- 野村不動産パートナーズ
- ヤマザキビスケット
- 東京個別指導学院
- 松田産業
- 総合資格

など。
また隣に損保ジャパン本社ビルがある関係で、その系列会社等も入居している。
主なテナント
- りそな銀行首都圏ローンプラザ
- 新宿野村ビル内郵便局
- かんぽ生命保険東京新都心支店・東京新都心法人支店
- ABCクッキングスタジオ
- クスリの龍生堂薬局
- 三菱UFJ銀行ATM

など。

## 交通
- 各線 新宿駅より徒歩6分。
- 都営地下鉄大江戸線 都庁前駅より徒歩4分。
- 東京メトロ丸ノ内線 西新宿駅より徒歩4分。
- 駐車場 : あり（有料）

## ギャラリー

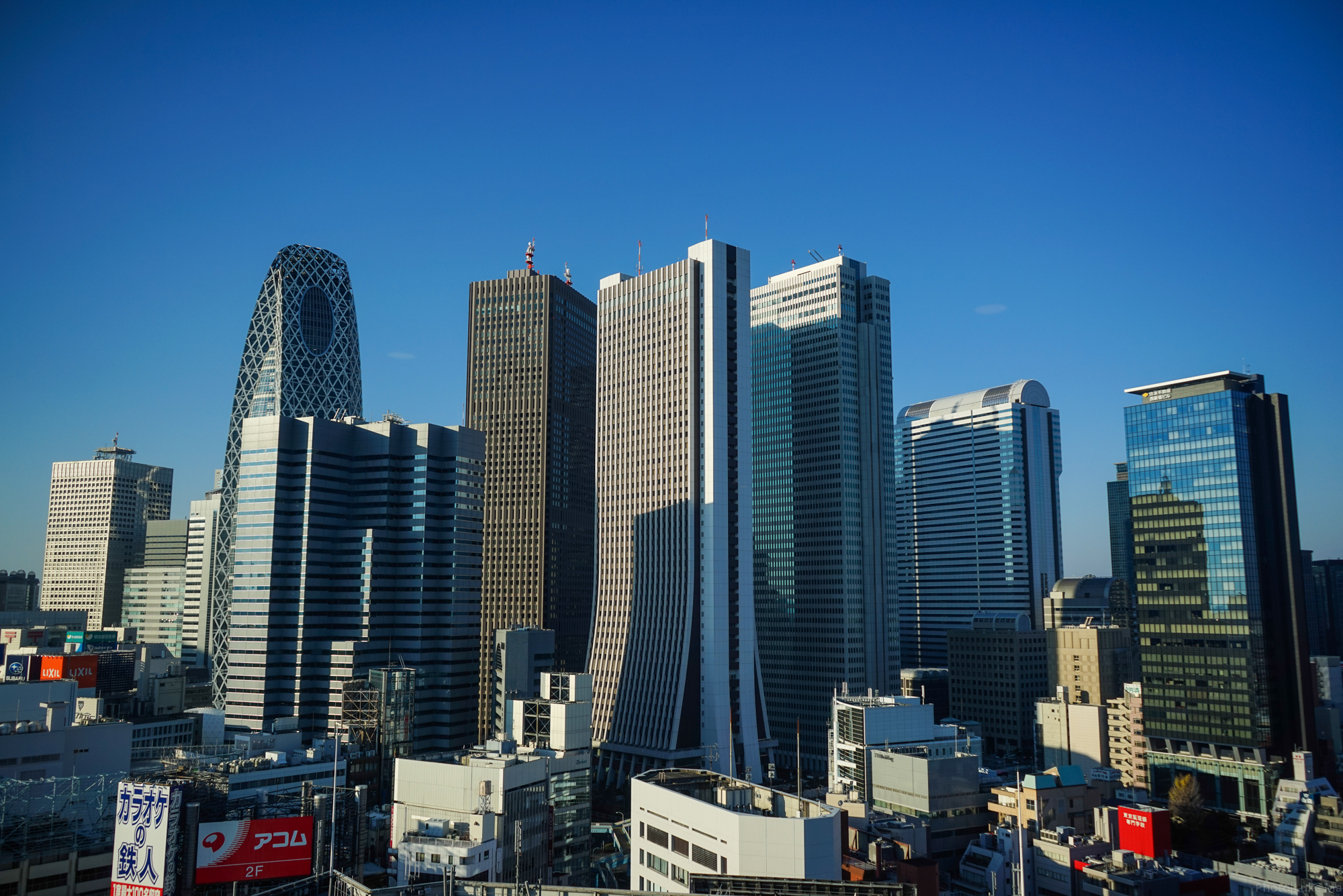
歌舞伎町方面から見る
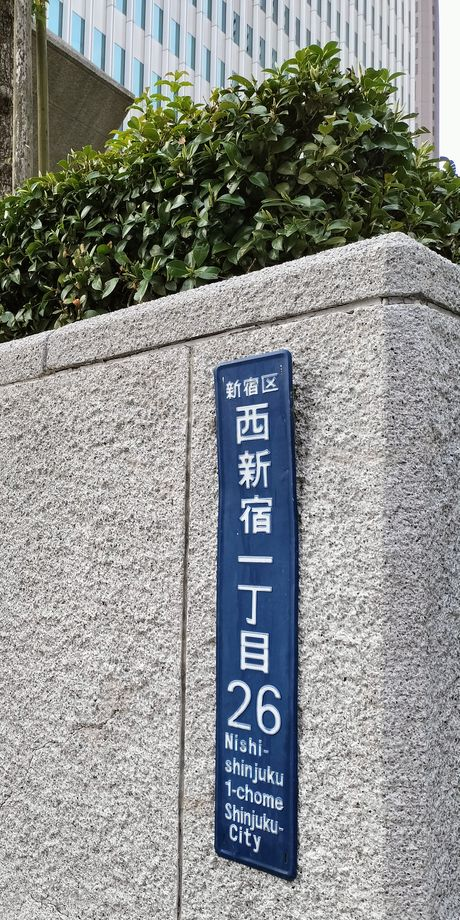
北西角に貼られた街区表示板
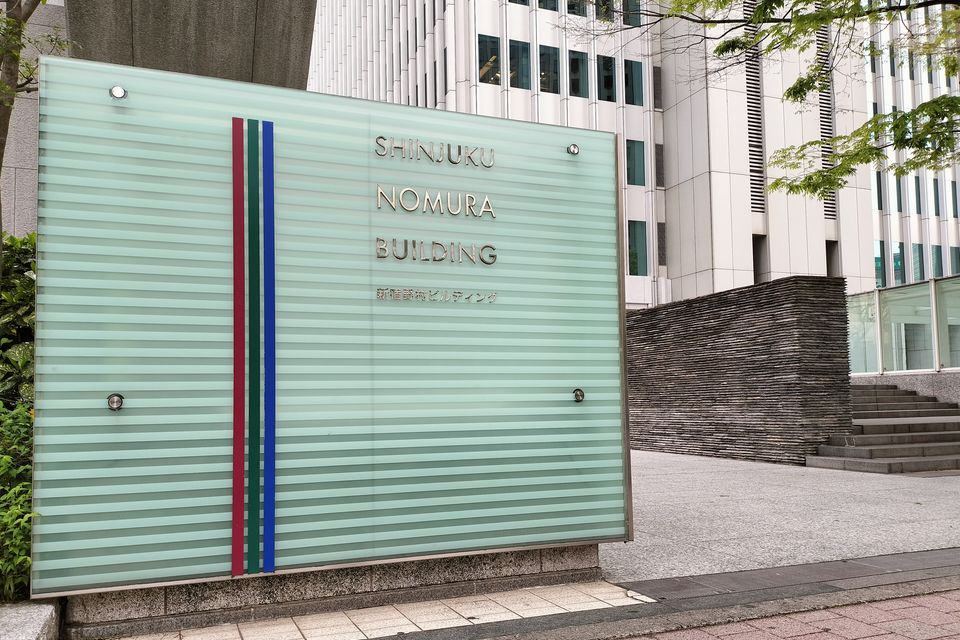
南西角
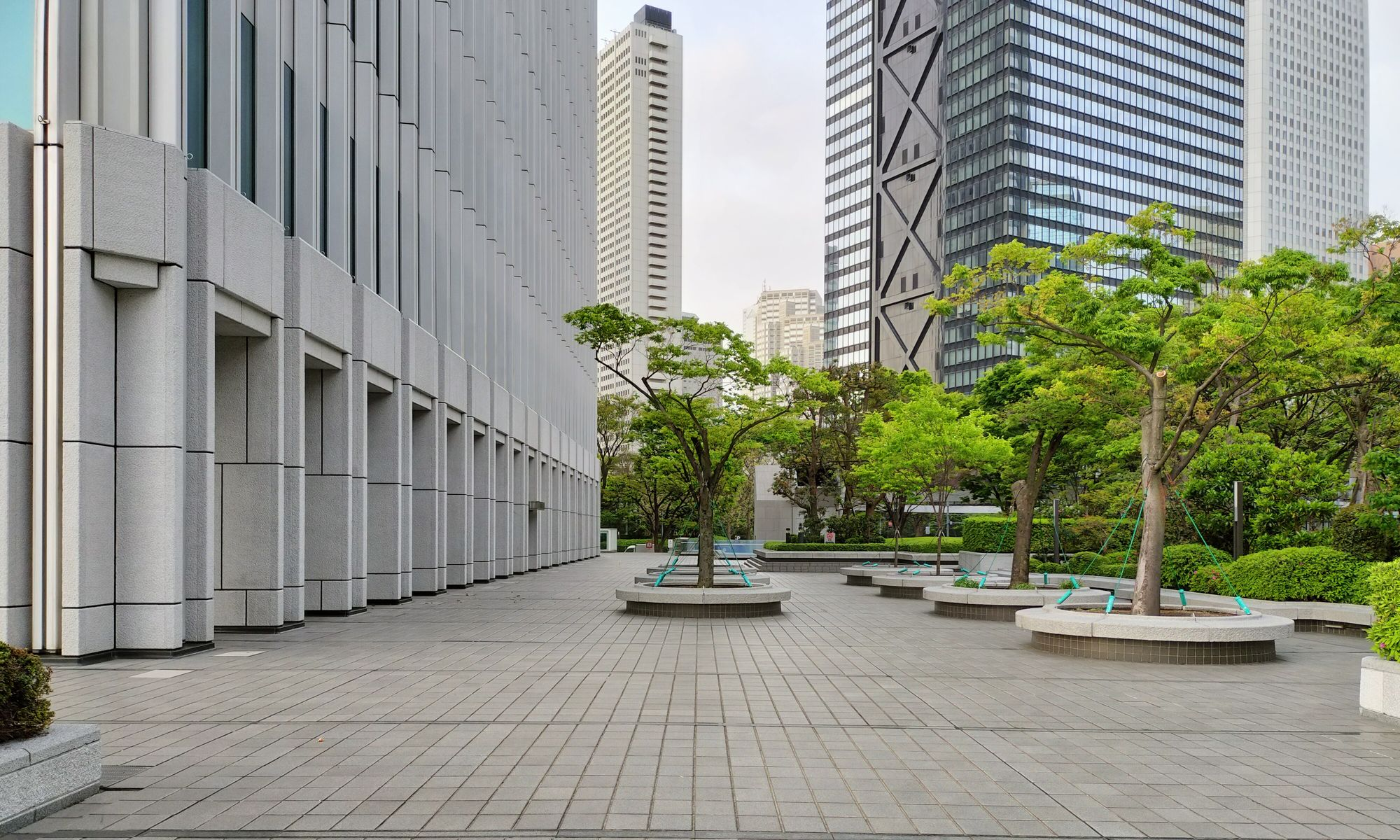
西側の広場
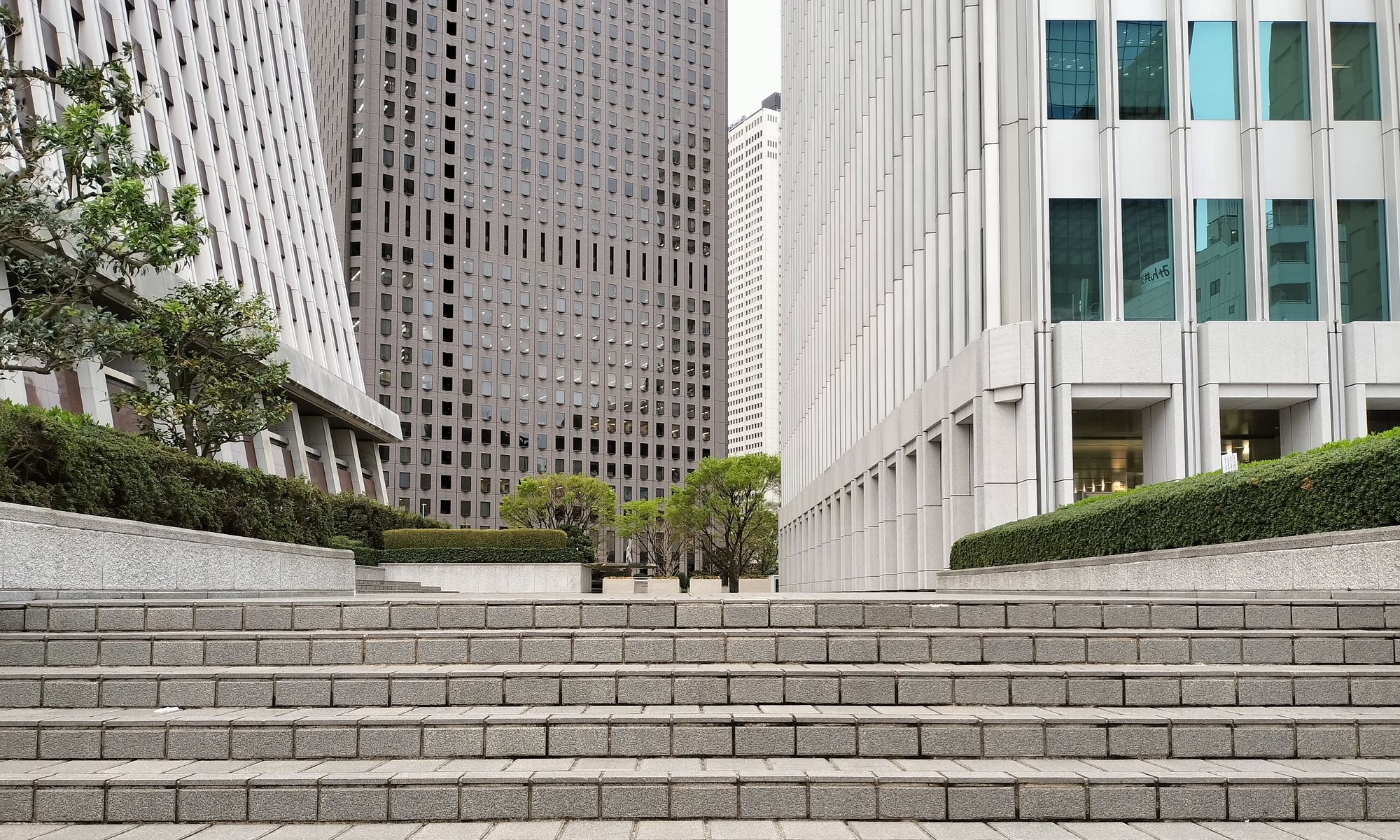
北東

## 関連作品
- 太陽にほえろ!（1973年） - まだビルが建つ前の建設予定地に過ぎない空き地だった頃、初代新人刑事だった早見淳（マカロニ）がこの空き地で刺殺される。
- 電撃戦隊チェンジマン（1985年） - オープニングにビル敷地の北東角が登場。
- 光戦隊マスクマン（1987年） - オープニングに屋上に立つマスクマンの空撮シーンがある（エンディングには「撮影協力 新宿野村ビル」と記載）。